# Saint-Hilaire-les-Places
Pour les articles homonymes, voir Saint-Hilaire.
Saint-Hilaire-les-Places est une commune française située dans le département de la Haute-Vienne en région Nouvelle-Aquitaine.
La commune fait partie du parc naturel régional Périgord-Limousin, dont elle est la commune la plus orientale.

## Géographie

### Localisation

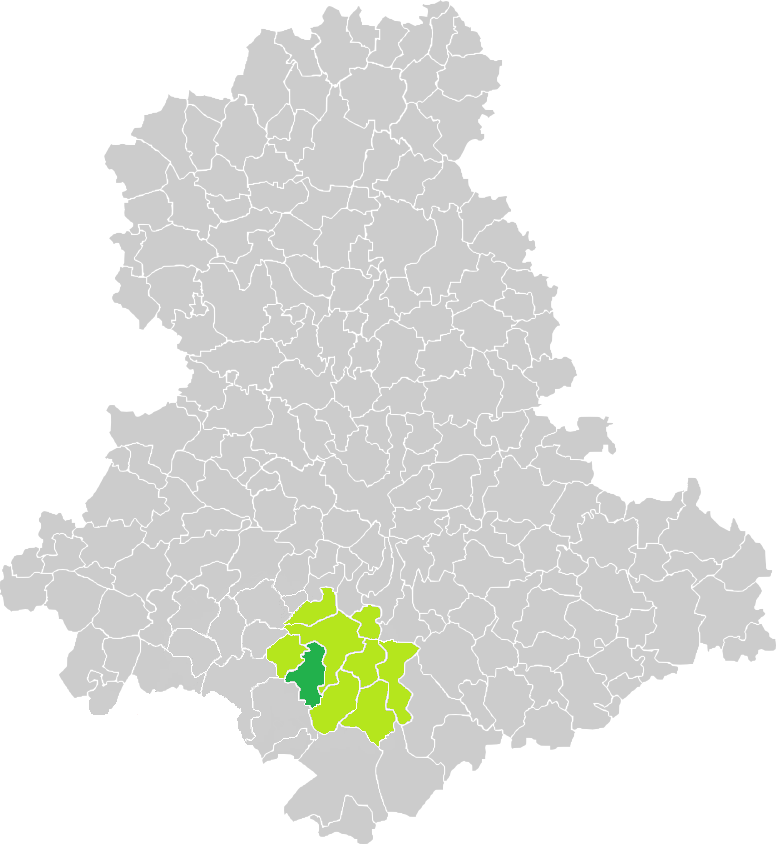
Situation de la commune de Saint-Hilaire-les-Places en Haute-Vienne.

Lors du renouvellement de sa charte, le parc naturel régional Périgord-Limousin a intégré la commune de Saint-Hilaire-les-Places, par décret no 2011-998 du 24 août 2011.

### Communes limitrophes
Saint-Hilaire-les-Places est limitrophe de cinq autres communes.

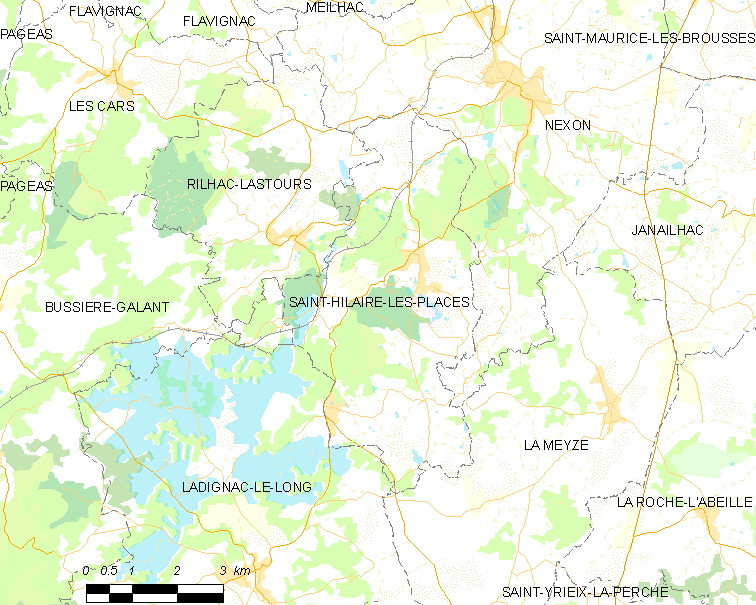
Carte de Saint-Hilaire-les-Places et des communes avoisinantes.

| Rilhac-Lastours  |                          | Nexon    |
| Bussière-Galant  | Saint-Hilaire-les-Places |          |
| Ladignac-le-Long |                          | La Meyze |

### Hydrographie
La commune est arrosée par le Crassat, un affluent de l'Isle.

### Climat
Pour des articles plus généraux, voir Climat de la Nouvelle-Aquitaine et Climat de la Haute-Vienne.
Historiquement, la commune est exposée à un climat océanique limousin.  
En 2020, Météo-France publie une typologie des climats de la France métropolitaine dans laquelle la commune est exposée à un climat océanique altéré et est dans la région climatique  Ouest et nord-ouest du Massif Central, caractérisée par une pluviométrie annuelle de 900 à 1 500 mm, maximale en automne et en hiver.
Pour la période 1971-2000, la température annuelle moyenne est de 11,2 °C, avec une amplitude thermique annuelle de 14,8 °C. Le cumul annuel moyen de précipitations est de 1 114 mm, avec 13,5 jours de précipitations en janvier et 8 jours en juillet. Pour la période 1991-2020, la température moyenne annuelle observée sur la station météorologique la plus proche, située sur la commune de Nexon à 4,31 km à vol d'oiseau, est de 0,0 °C et le cumul annuel moyen de précipitations est de 0,0 mm,. Pour l'avenir, les paramètres climatiques de la commune estimés pour 2050 selon différents scénarios d’émission de gaz à effet de serre sont consultables sur un site dédié publié par Météo-France en novembre 2022.

## Urbanisme

### Typologie
Au 1er janvier 2024, Saint-Hilaire-les-Places est catégorisée commune rurale à habitat dispersé, selon la nouvelle grille communale de densité à sept niveaux définie par l'Insee en 2022.
Elle est située hors unité urbaine. Par ailleurs la commune fait partie de l'aire d'attraction de Limoges, dont elle est une commune de la couronne,. Cette aire, qui regroupe 127 communes, est catégorisée dans les aires de 200 000 à moins de 700 000 habitants,.

### Occupation des sols
L'occupation des sols de la commune, telle qu'elle ressort de la base de données européenne d’occupation biophysique des sols Corine Land Cover (CLC), est marquée par l'importance des territoires agricoles (62,4 % en 2018), en augmentation par rapport à 1990 (60,9 %). La répartition détaillée en 2018 est la suivante : 
zones agricoles hétérogènes (34 %), forêts (33,9 %), prairies (25 %), terres arables (3,3 %), zones urbanisées (2,6 %), espaces verts artificialisés, non agricoles (1,1 %). L'évolution de l’occupation des sols de la commune et de ses infrastructures peut être observée sur les différentes représentations cartographiques du territoire : la carte de Cassini (XVIIIe siècle), la carte d'état-major (1820-1866) et les cartes ou photos aériennes de l'IGN pour la période actuelle (1950 à aujourd'hui).

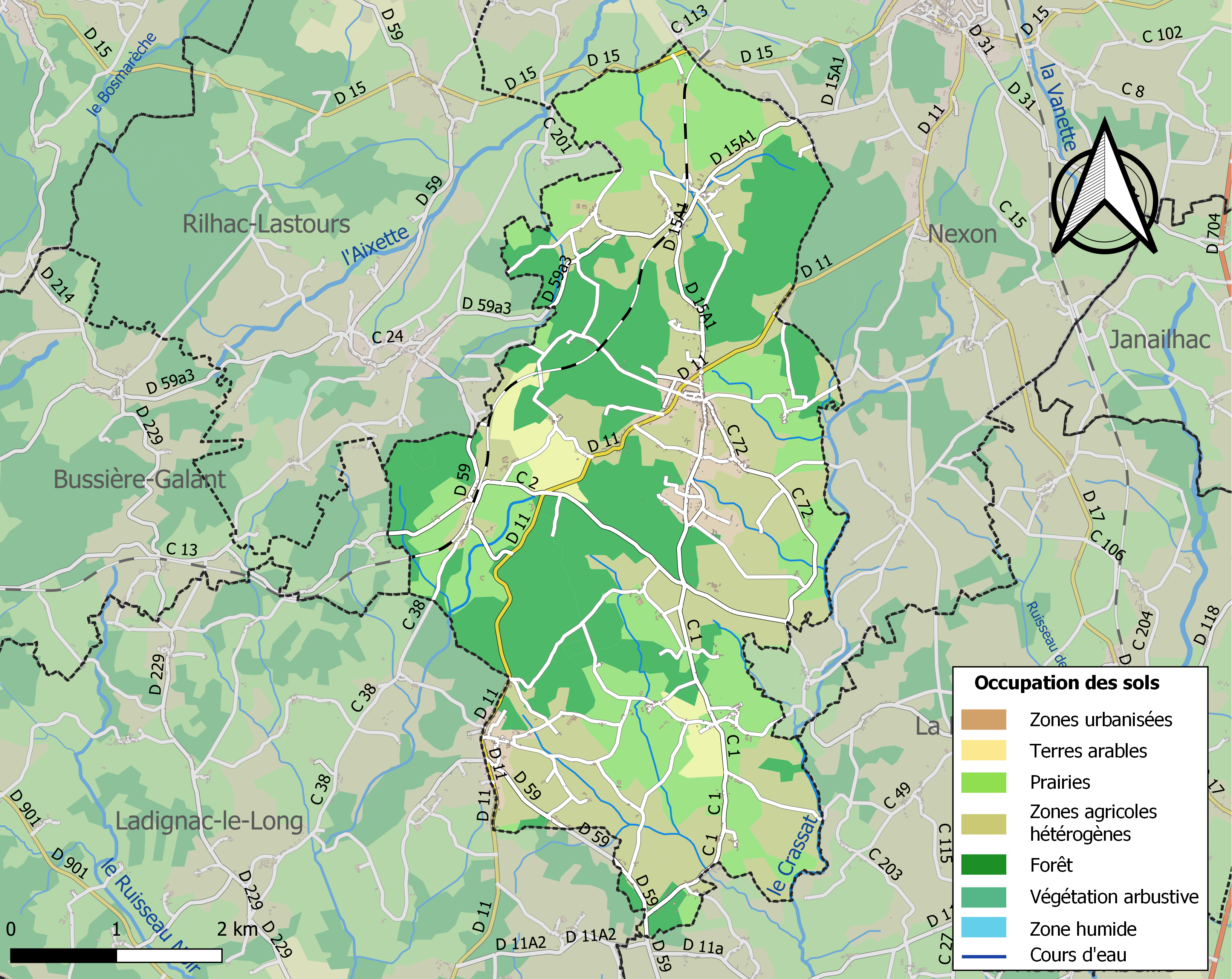
Carte des infrastructures et de l'occupation des sols de la commune en 2018 (CLC).

### Risques majeurs
Le territoire de la commune de Saint-Hilaire-les-Places est vulnérable à différents aléas naturels : météorologiques (tempête, orage, neige, grand froid, canicule ou sécheresse) et séisme (sismicité faible). Il est également exposé à un risque particulier : le risque de radon. Un site publié par le BRGM permet d'évaluer simplement et rapidement les risques d'un bien localisé soit par son adresse soit par le numéro de sa parcelle.

#### Risques naturels

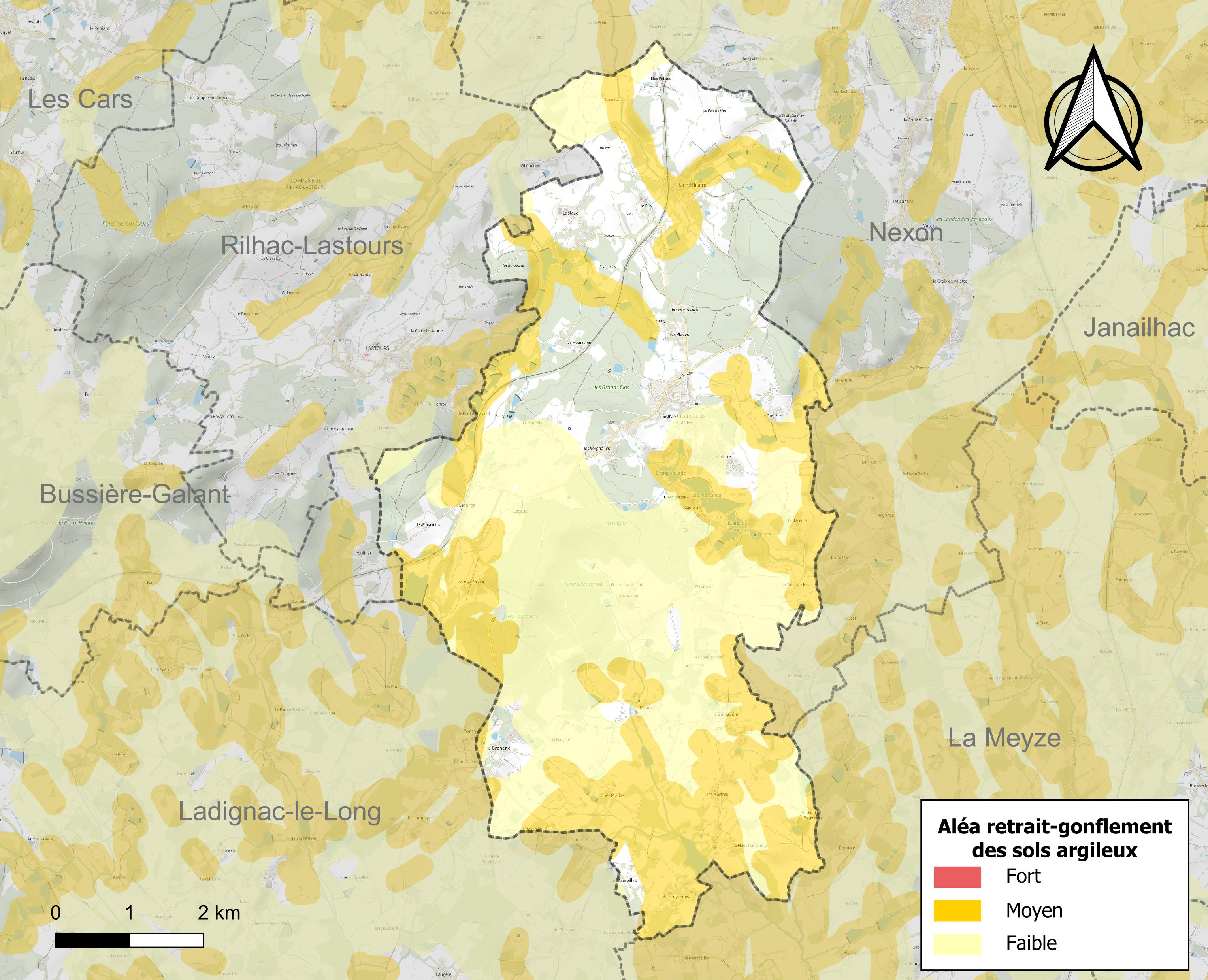
Carte des zones d'aléa retrait-gonflement des sols argileux de Saint-Hilaire-les-Places.

Le retrait-gonflement des sols argileux est susceptible d'engendrer des dommages importants aux bâtiments en cas d’alternance de périodes de sécheresse et de pluie. 34,1 % de la superficie communale est en aléa moyen ou fort (27 % au niveau départemental et 48,5 % au niveau national métropolitain). Depuis le 1er octobre 2020, en application de la loi ÉLAN, différentes contraintes s'imposent aux vendeurs, maîtres d'ouvrages ou constructeurs de biens situés dans une zone classée en aléa moyen ou fort,.
La commune a été reconnue en état de catastrophe naturelle au titre des dommages causés par les inondations et coulées de boue survenues en 1982 et 1999 et par des mouvements de terrain en 1999.

#### Risque particulier
Dans plusieurs parties du territoire national, le radon, accumulé dans certains logements ou autres locaux, peut constituer une source significative d’exposition de la population aux rayonnements ionisants. Selon la classification de 2018, la commune de Saint-Hilaire-les-Places est classée en zone 3, à savoir zone à potentiel radon significatif.

## Toponymie
En limousin, la langue régionale anciennement parlée localement, son nom se prononce « Saint Alary lou plaço » et s'écrit ainsi en graphie mistralienne (phonétique) tandis qu'il s'écrit Sent Alari las plaças en graphie classique.

## Histoire
Les premières tuileries ont été recensées au XVIIe siècle. Le seul site de Puycheny en dénombrait une douzaine entre 1914 et 1945, mais sous l'effet de l'industrialisation et des transformations du monde rural, seules deux sont restées en activité fabriquant la tuile plate qui donne son caractère au bâti du pays. Afin de préserver ce savoir-faire l'association des Amis des tuileries du Limousin, créée en 1992, a restauré une ancienne tuilerie devenue aujourd'hui l'Atelier musée de la Terre. Ce dernier retrace de façon vivante la fabrication traditionnelle des tuiles par des ouvriers tuiliers l'été et des feuillardiers l'hiver.
Le 25 juin 1940, Georges Pompidou, lieutenant au 141e régiment d infanterie alpine, stationne avec son unité à St Hilaire les Places. Démobilisé  et rejoint par son épouse Claude, il rejoindra Paris et son poste d'enseignant le 15 août 1940.

## Politique et administration

### Liste des maires
| Période                                  | Période       | Identité                      | Étiquette    | Qualité                          |
| ---------------------------------------- | ------------- | ----------------------------- | ------------ | -------------------------------- |
| Les données manquantes sont à compléter. |               |                               |              |                                  |
|                                          | 1818          | Antoine Delignat-Lavaud       |              |                                  |
| 1818                                     | 1832          | Jean-Baptiste Delignat-Lavaud |              |                                  |
| 1832                                     | 1854          | Antoine Bourdichon-Lafarge    |              |                                  |
| 1854                                     | avril 1880    | Louis Félix Gizardin          |              |                                  |
| janvier 1881                             | décembre 1891 | Arsène Olivier                |              |                                  |
| janvier 1892                             | 1896          | Henri Tallet                  |              |                                  |
| 1896                                     |               | Pierre Lamy                   |              |                                  |
| Les données manquantes sont à compléter. |               |                               |              |                                  |
| mars 1959                                | juin 1995     | Robert Picat (1925-2014)      |              | Marchand de vin, maire honoraire |
| juin 1995                                | mars 2001     | Louis Puydenus                |              |                                  |
| mars 2001                                | mars 2008     | William Colas                 |              | Principal de collège             |
| mars 2008                                | mars 2014     | Louis Puydenus                |              |                                  |
| mars 2014                                | En cours      | Sylvie Vallade                | LREM puis SE |                                  |

### Jumelages
- Gutenstetten (Allemagne).

### Politique environnementale
Dans son palmarès 2024, le Conseil national de villes et villages fleuris de France a attribué quatre fleurs à la commune.

## Démographie
L'évolution du nombre d'habitants est connue à travers les recensements de la population effectués dans la commune depuis 1793. Pour les communes de moins de 10 000 habitants, une enquête de recensement portant sur toute la population est réalisée tous les cinq ans, les populations de référence des années intermédiaires étant quant à elles estimées par interpolation ou extrapolation. Pour la commune, le premier recensement exhaustif entrant dans le cadre du nouveau dispositif a été réalisé en 2008.

En 2022, la commune comptait 830 habitants, en évolution de −5,9 % par rapport à 2016 (Haute-Vienne : −0,68 %, France hors Mayotte : +2,11 %).
| 1793 | 1800 | 1806 | 1821 | 1831 | 1836 | 1841 | 1846 | 1851 |
| ---- | ---- | ---- | ---- | ---- | ---- | ---- | ---- | ---- |
| 879  | 749  | 665  | 825  | 860  | 822  | 799  | 864  | 858  |

| 1856 | 1861 | 1866 | 1872 | 1876 | 1881  | 1886  | 1891  | 1896  |
| ---- | ---- | ---- | ---- | ---- | ----- | ----- | ----- | ----- |
| 825  | 919  | 895  | 904  | 945  | 1 008 | 1 108 | 1 158 | 1 163 |

| 1901  | 1906  | 1911  | 1921  | 1926  | 1931  | 1936  | 1946  | 1954 |
| ----- | ----- | ----- | ----- | ----- | ----- | ----- | ----- | ---- |
| 1 293 | 1 301 | 1 295 | 1 147 | 1 112 | 1 115 | 1 109 | 1 081 | 990  |

| 1962 | 1968 | 1975 | 1982 | 1990 | 1999 | 2006 | 2008 | 2013 |
| ---- | ---- | ---- | ---- | ---- | ---- | ---- | ---- | ---- |
| 968  | 905  | 790  | 790  | 785  | 780  | 841  | 858  | 909  |

| 2018 | 2022 | - | - | - | - | - | - | - |
| ---- | ---- | - | - | - | - | - | - | - |
| 858  | 830  | - | - | - | - | - | - | - |

## Culture locale et patrimoine

### Lieux et monuments
- Église Saint-Hilaire de Saint-Hilaire-les-Places. Au village du Vieux Saint-Hilaire, ancien centre de paroisse jusqu'au sortir de la Seconde Guerre mondiale, se trouve l'église Saint-Hilaire construite au XIIe siècle. Elle possède des fresques des XIVe et XVIIe siècles. L'édifice a été inscrit au titre des monuments historique en 1973[28].
- Saint-Hilaire-les-Places possède un lac de plus de sept hectares avec une baignade aménagée, un village de gîtes et un terrain de camping.

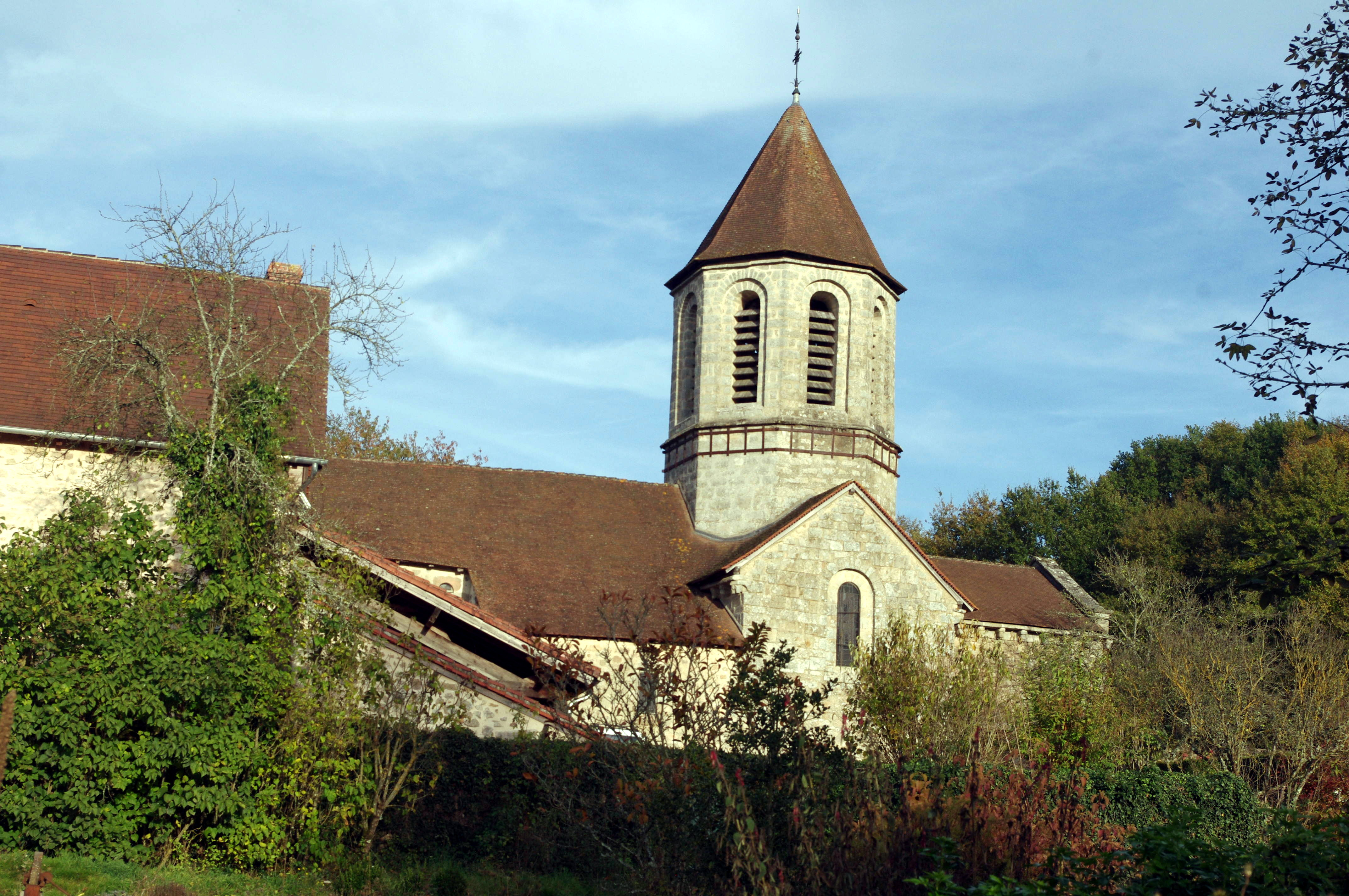
Saint Hilaire
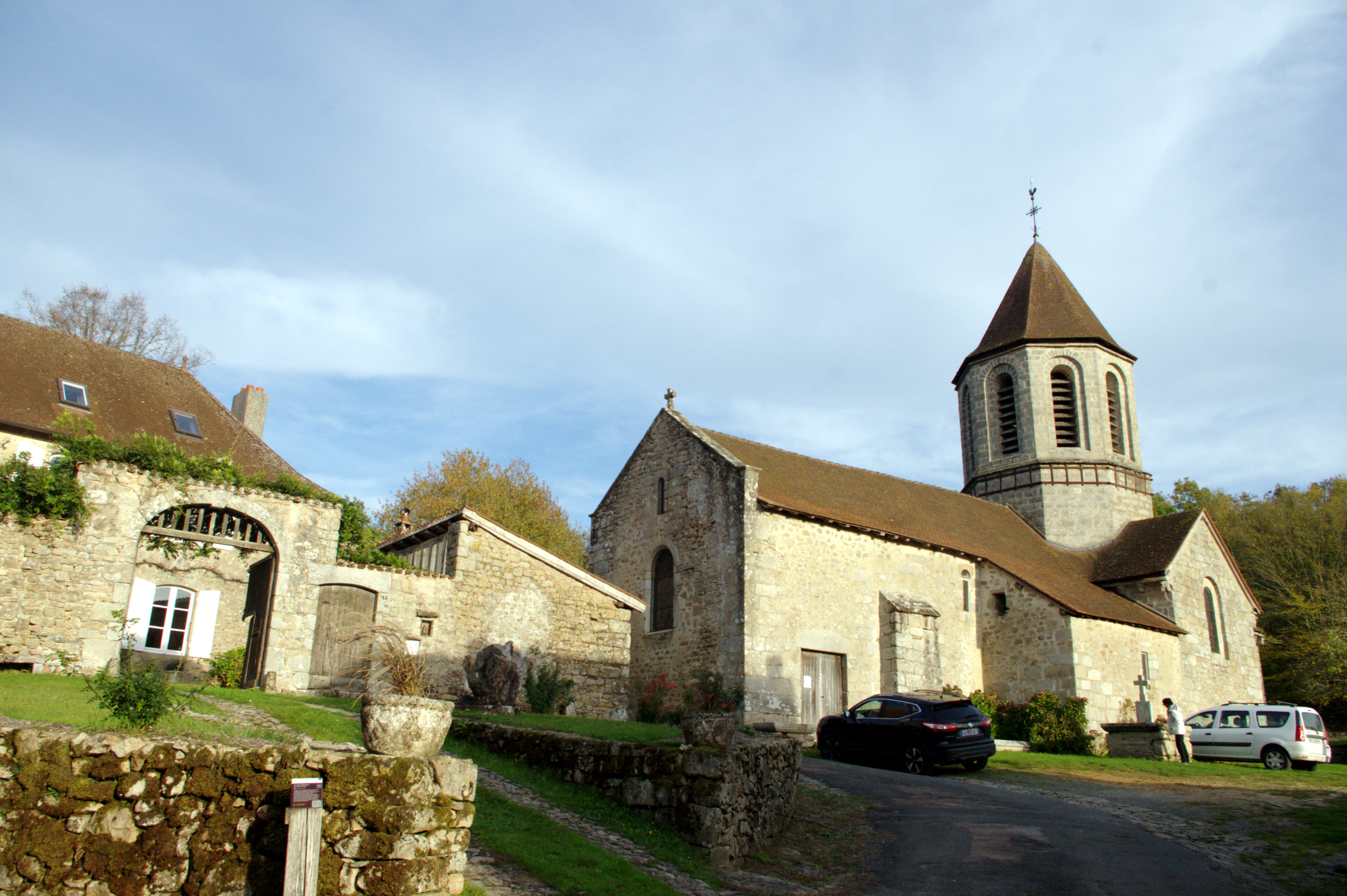
L'église et l'ancien presbytère de Saint Hilaire
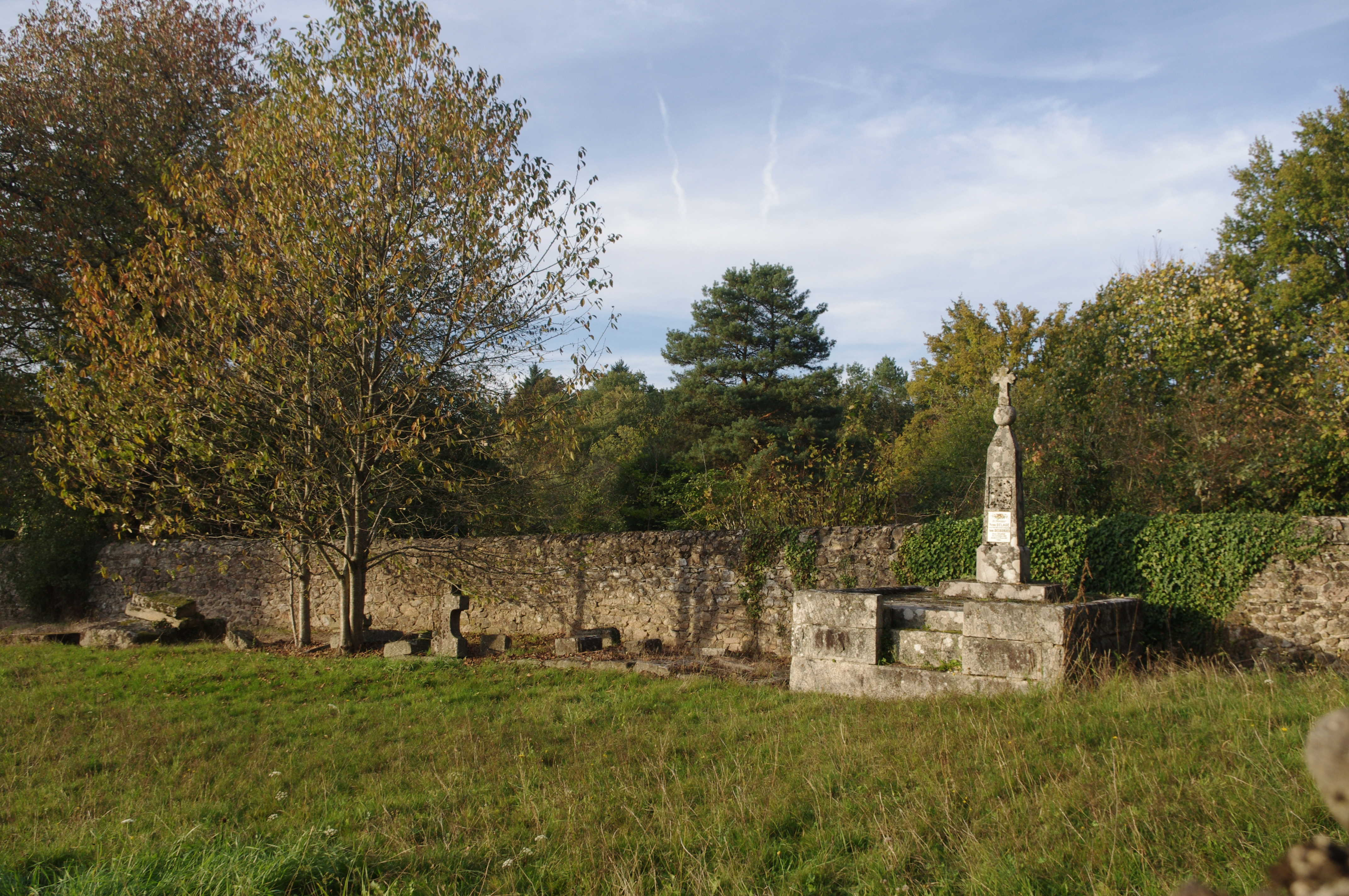
Le cimetière de Saint Hilaire
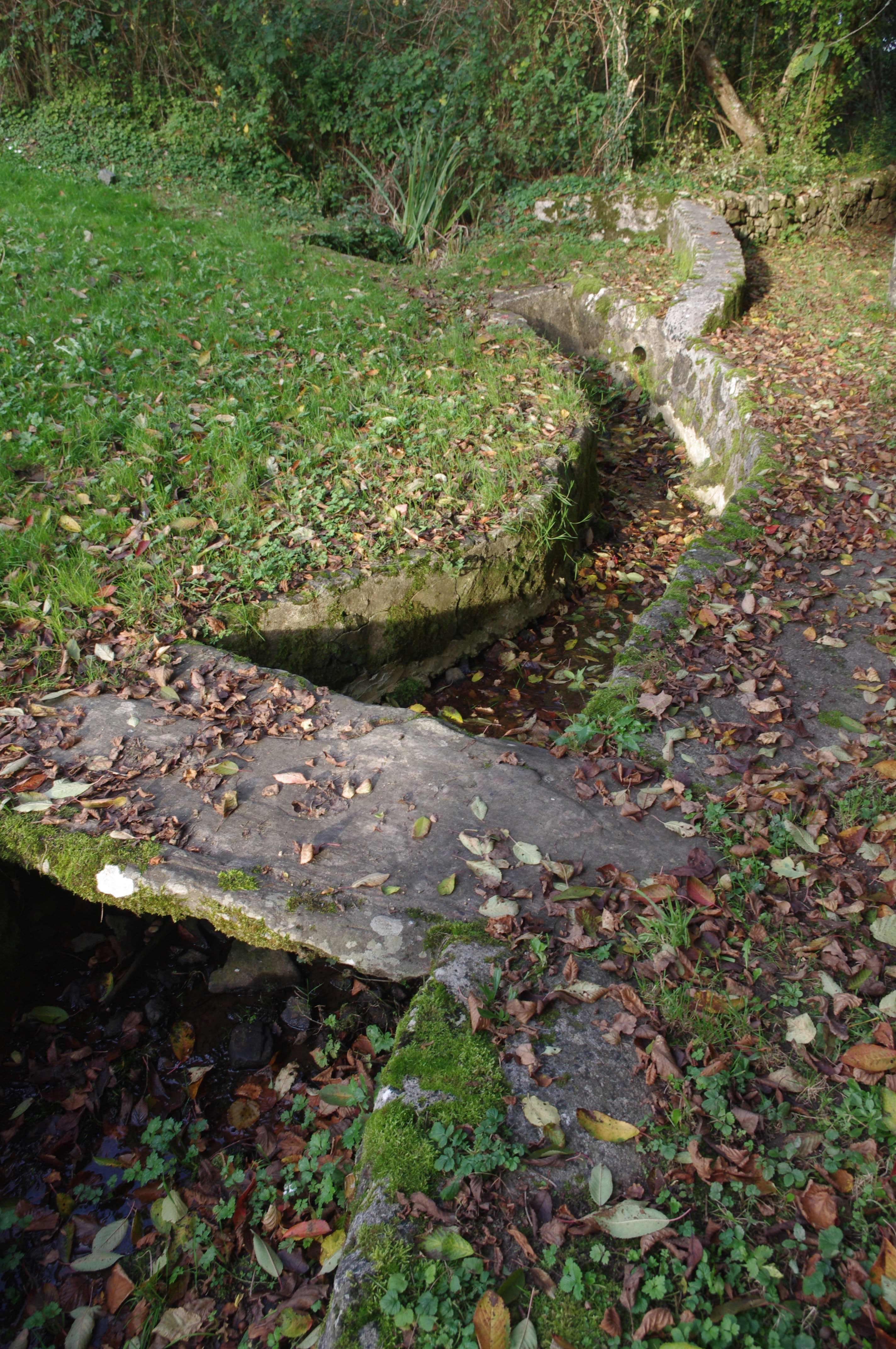
Ruisseau à l'entrée du village de Saint Hilaire
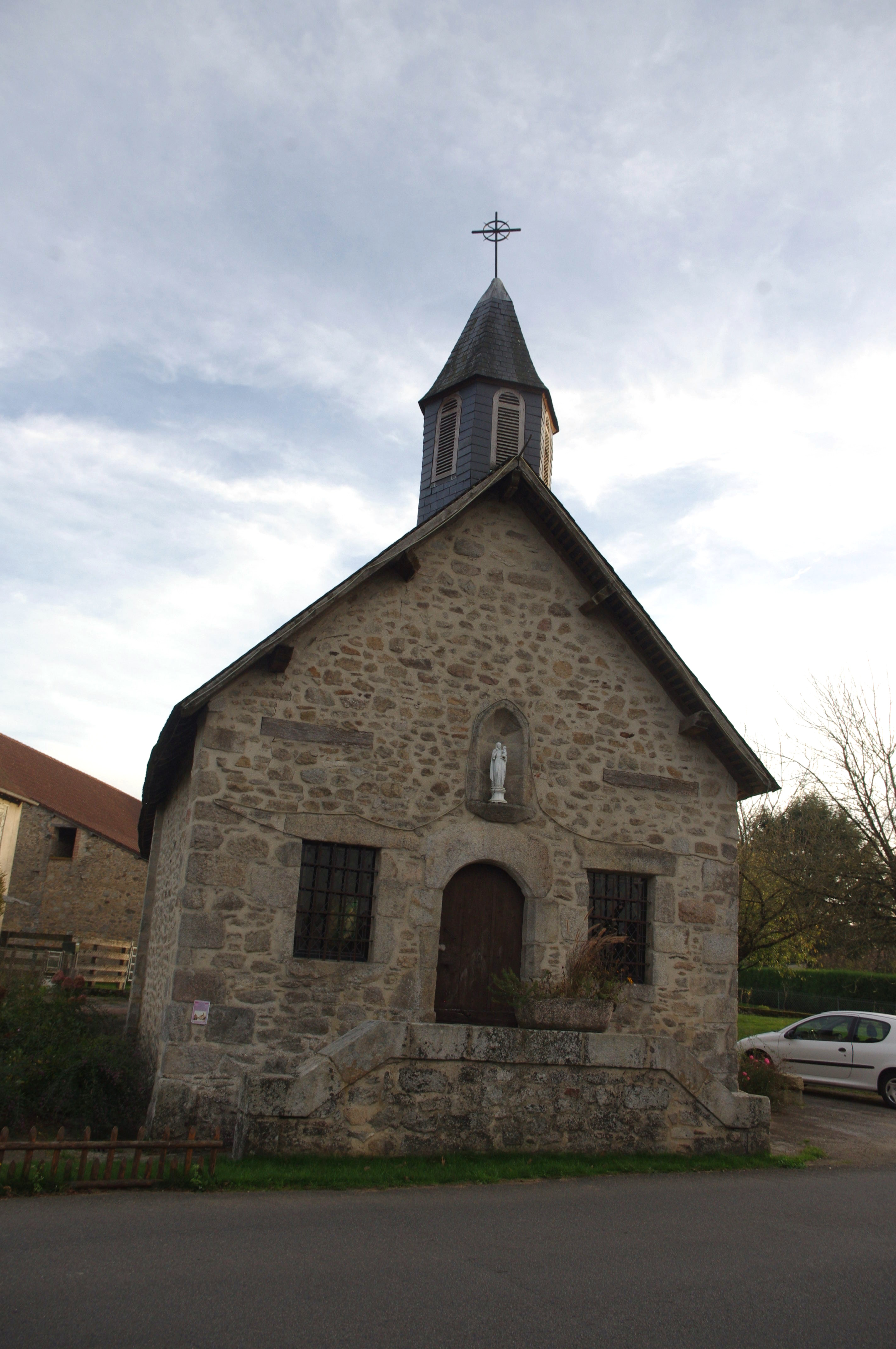
La chapelle Notre-Dame des Places

### Héraldique
| Blason de Saint-Hilaire-les-Places | Blason  | D'argent à la tierce ondée d'azur accompagnée des lettres gothiques d'or S en chef dextre, H en chef senestre et P en pointe, cette dernière soutenue d'une burelle d'azur; au chef d'argent chargé d'une branche de pommier posée en barre et accostée de deux fleurs à quatre pétales, tigées et feuillées, le tout de sinople; sur le tout, brochant sur la tierce et le chef, de sinople au buste de saint Hilaire d'or mouvant de la pointe. |
| Blason de Saint-Hilaire-les-Places | Détails | Le statut officiel du blason reste à déterminer. |

## Pour approfondir